# Max Ernst Haefeli

Barrio de Neubühl en Zúrich (1930-1932), de Max Ernst Haefeli, Werner Max Moser, Emil Roth, Rudolf Steiger, Carl Hubacher, Paul Artaria y Hans Schmidt

Max Ernst Haefeli (Zúrich, 25 de enero de 1901-Männedorf, 17 de junio de 1976) fue un arquitecto y diseñador racionalista suizo. 

## Trayectoria
Hijo del también arquitecto Max Haefeli, estudió en la Escuela Politécnica Federal de Zúrich, donde fue alumno de Karl Moser. Se tituló en 1923 y se trasladó temporalmente a Alemania, donde trabajó en el estudio de Otto Bartning. Trabajó después con su padre hasta establecerse por su cuenta en 1925. Entre sus primeras obras se encuentran las casas Rotach en la Waßerwerkstraße de Zúrich (1927). En 1927 participó en la instalación interior de las casas proyectadas por Ludwig Mies van der Rohe para la exposición Weißenhofsiedlung de Stuttgart. En 1928 fue uno de los miembros fundadores del CIAM (Congreso Internacional de Arquitectura Moderna), fundado en el castillo de La Sarraz en Suiza.
Entre 1930 y 1932 fue uno de los arquitectos constructores de la nueva urbanización tipo Werkbundsiedlung del barrio de Neubühl en Zúrich (1930-1932), junto a Emil Roth, Rudolf Steiger, Werner Max Moser, Carl Hubacher, Paul Artaria y Hans Schmidt, un claro ejemplo de viviendas colectivas de carácter popular como los elaborados en Alemania, con un trazado de casas unifamiliares adosadas en hilera. Construyó a continuación las casas unifamiliares de la Goldbachstraße de Zúrich (1931-1934).
En 1936 proyectó con Werner Max Moser la piscina Allenmoos cerca de Zúrich y, al año siguiente, se asoció con Moser y Rudolf Steiger, con los que realizó diversos proyectos, entre los que destaca la Casa de Congresos en Zúrich (1937-1939), construida para la Exposición Nacional Suiza de 1939, un complejo polivalente formado por dos salas de espectáculos articuladas en escuadra con un volumen más bajo para el público.
Con sus asociados construyó a continuación la piscina Im Moos en Schlieren (1948), así como el Hospital universitario de Zúrich, en colaboración con Hermann Fietz, Josef Schütz y Hermann Weideli, un complejo situado junto a la Escuela Politécnica que inauguró una nueva concepción urbanística de integración con zonas verdes para salvaguardar un máximo de espacio libre. Posteriormente construyó con sus asociados el barrio de viviendas de Hohenbühl en Zúrich (1951-1953), un pabellón en el Zoo de Zúrich (1954-1959), un edificio para la empresa Eternit S.A. en Niederurnen (1953-1954) y el edificio comercial Zur Palme en Bleicherweg, Zúrich (1960-1964).
Destacó también como diseñador de muebles, especialmente sillas de acero tubular.